# Gianni Materazzo
Gianni Materazzo (Milano, 1934) è uno scrittore italiano di romanzi gialli.

## Biografia
Nato a Milano nel 1934, ha trascorso infanzia e adolescenza a Tripoli per poi trasferirsi stabilmente a Bologna. Dopo variegate esperienze lavorative incluse quelle di aiuto-regista e illustratore, sperimenta il suo primo approccio come giallista disegnando un poliziesco a fumetti tratto dal libro Le piste dell'attentato di Loriano Macchiavelli, per poi passare alla narrativa gialla vera e propria esordendo col romanzo giallo Delitti imperfetti, il primo della serie con protagonista l'avvocato Marotta, grazie al quale vince il Premio Tedeschi del 1989; Marotta è il protagonista anche dei due gialli successivi Cherchez la femme e Villa Maltraversi che pubblica per Giallo Mondadori; i tre romanzi sono stati anche trasposti negli altrettanti film della miniserie televisiva Tre passi nel delitto con Gioele Dix nei panni dell'avvocato investigatore, andata in onda sulla RAI nel maggio del 1993. Segue infine I labirinti della memoria, quarto romanzo della serie Marotta.
Dopo essere entrato a far parte dello storico Gruppo Tredici, che raccoglieva scrittori di gialli di Bologna e dintorni tra i quali Carlo Lucarelli, Marcello Fois, Alda Teodorani, Danila Comastri Montanari e Loriano Macchiavelli, ha collaborato a lungo con la casa di produzione televisiva First Film scrivendo sceneggiature e soggetti, per poi tornare all'attività di giallista con due nuovi romanzi: Venerdi 17, di nuovo con Marotta protagonista, e L’album di famiglia, noir ambientato negli anni '50.

## Opere

### Romanzi (parziale)
- Delitti imperfetti, 1989
- Cherchez la femme, 1991
- Villa Maltraversi, 1992
- I labirinti della memoria, 1993
- Venerdi 17, 2006
- L'album di famiglia, 2007

## Premi e riconoscimenti
- Premio Tedeschi: 1989 per Delitti imperfetti